# Earl Calloway
Earl Calloway   (Atlanta, 30 de setembre de 1983) és un jugador de bàsquet estatunidenc, que juga de base. Ostenta també la nacionalitat búlgara.

## Carrera esportiva
Calloway va iniciar la seva formació basquetbolística a la Universitat d'Indiana, on va militar en les campanyes 2005-06 i 2006-07. La temporada 2007-08, el base va fitxar pel Fort Wayne Mad Ants de la D-League, la lliga de desenvolupament de l'NBA, on va disputar 50 partits en els quals va fer de mitjana 19,0 punts, 5,8 assistències i 5,1 rebots. La campanya 2008-09, va passar al bàsquet europeu signant amb la Cibona Zagreb de Velimir Perasovic, on es va erigir en un dels pilars de l'equip i un dels jugadors més estimats per l'afició croata.
A la Cibona de Zagreb, es va proclamar campió de la lliga i la copa croats. Calloway, que va tenir un paper determinant en la consecució dels dos títols, va disputar un total de 16 partits en la competició nacional croat, en els quals va fer de mitjana 9,8 punts, 3,9 assistències i 1,8 rebots.
Així mateix, va arribar amb la Cibona fins a la final de la Lliga Adriàtica, on va caure davant el Partizan de Belgrad (28 partits, 11,1 punts, 3,2 assistències, 3,2 rebots), i va arribar al Top16 de l'Eurolliga, competició en la qual va disputar un total de 16 partits on va fer de mitjana 12,7 punts, 2,8 assistències i 3,4 rebots.
En la campanya 2009-10, el base nascut a Atlanta disputar un total de 37 partits amb la samarreta del CB Sevilla en el seu primer exercici a l'ACB, amb una mitjana de 28 minuts sobre la pista. Calloway va fer una mitjana de 9.5 punts, 4.1 assistències, 2.3 rebots i 8.5 de valoració.
L'agost de 2012 Calloway fou fitxat per l'Unicaja de Màlaga, un cop vençut el termini perquè el seu anterior equip, el Cajasol, pogués igualar l'oferta per dues temporades presentada deu dies abans per l'Unicaja davant l'ACB, seguint el procediment de la normativa de dret de tempteig.